# ラーケン

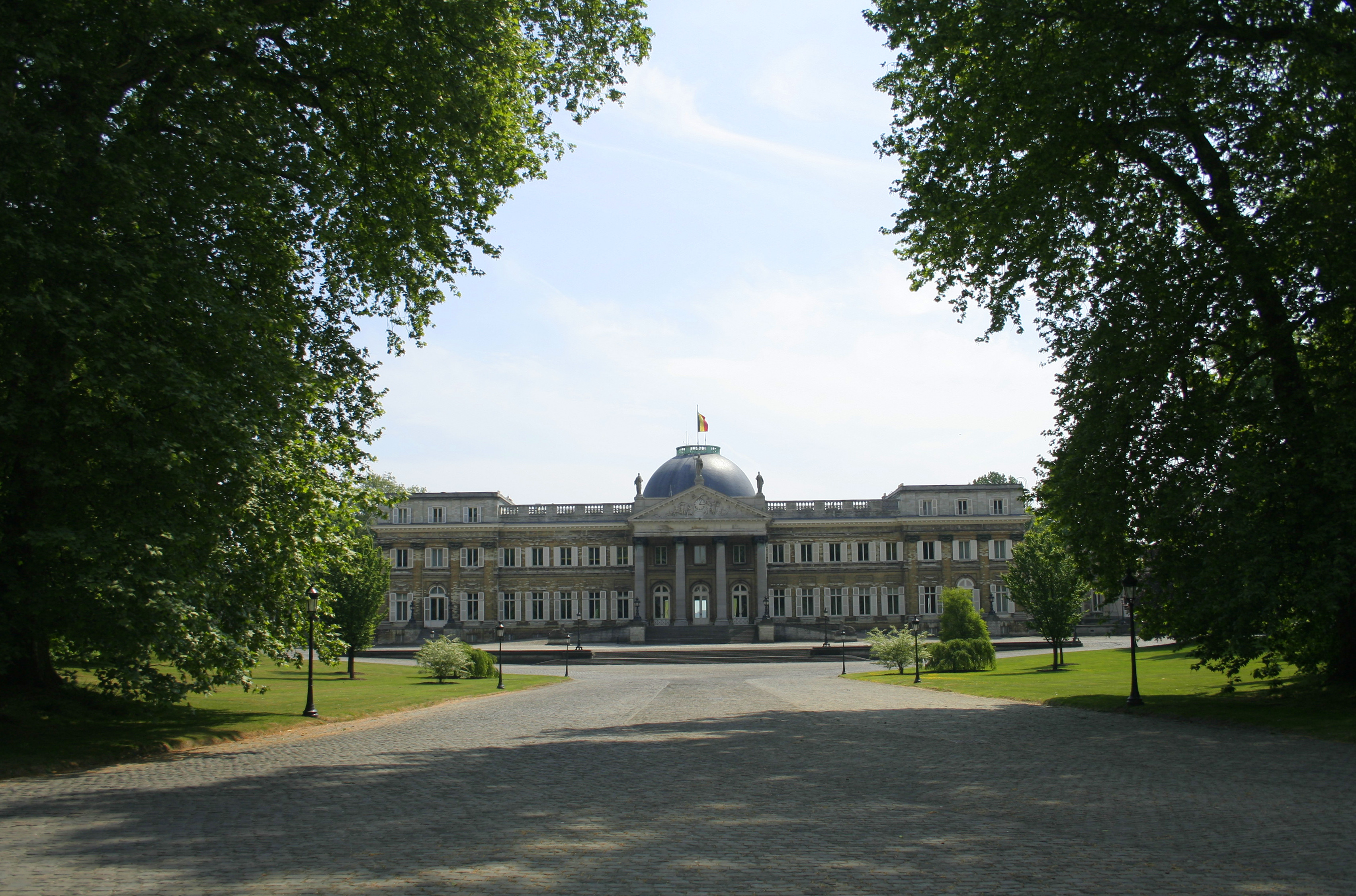
ラーケン城

ラーケン （フランス語:Laeken、オランダ語:Laken）は、ベルギー、ブリュッセル首都圏地域北部にあったかつての自治体。1921年にブリュッセル市に合併した。ベルギー王室の居城があることで有名である。

## 概要
1080年に村の名前としてGilbert de Lachaと記された。ゲルマン語由来のlacheとは水溜りを意味する。1331年、村はブラバント公ジャン3世時代にブリュッセルと合併した。フランス支配時代の1795年、ラーケンは独立した自治体となった。
ラーケン城は、オーストリア領ネーデルラント総督アルベルト・カジミール・フォン・ザクセン＝テシェンとマリア・クリスティーナ・フォン・エスターライヒ＝ロートリンゲンの居城であった（現在はベルギー王室が所有する）。1812年、マリア・クリスティーナはラーケン城にてナポレオン1世とともにロシア戦争の布告に署名した。
1900年のパリ万博に使われた中国パビリオンの解体部材を使用した中国館と、同じ設計者に新たに依頼して建設した日本の五重塔がある。現在はリノベーションされ、中国と日本の陶磁器などを展示する極東博物館になっている。
ラーケンには1958年のブリュッセル万国博覧会において会場となったエゼルがあり、ボードゥアン国王競技場とアトミウムがある。

## ギャラリー

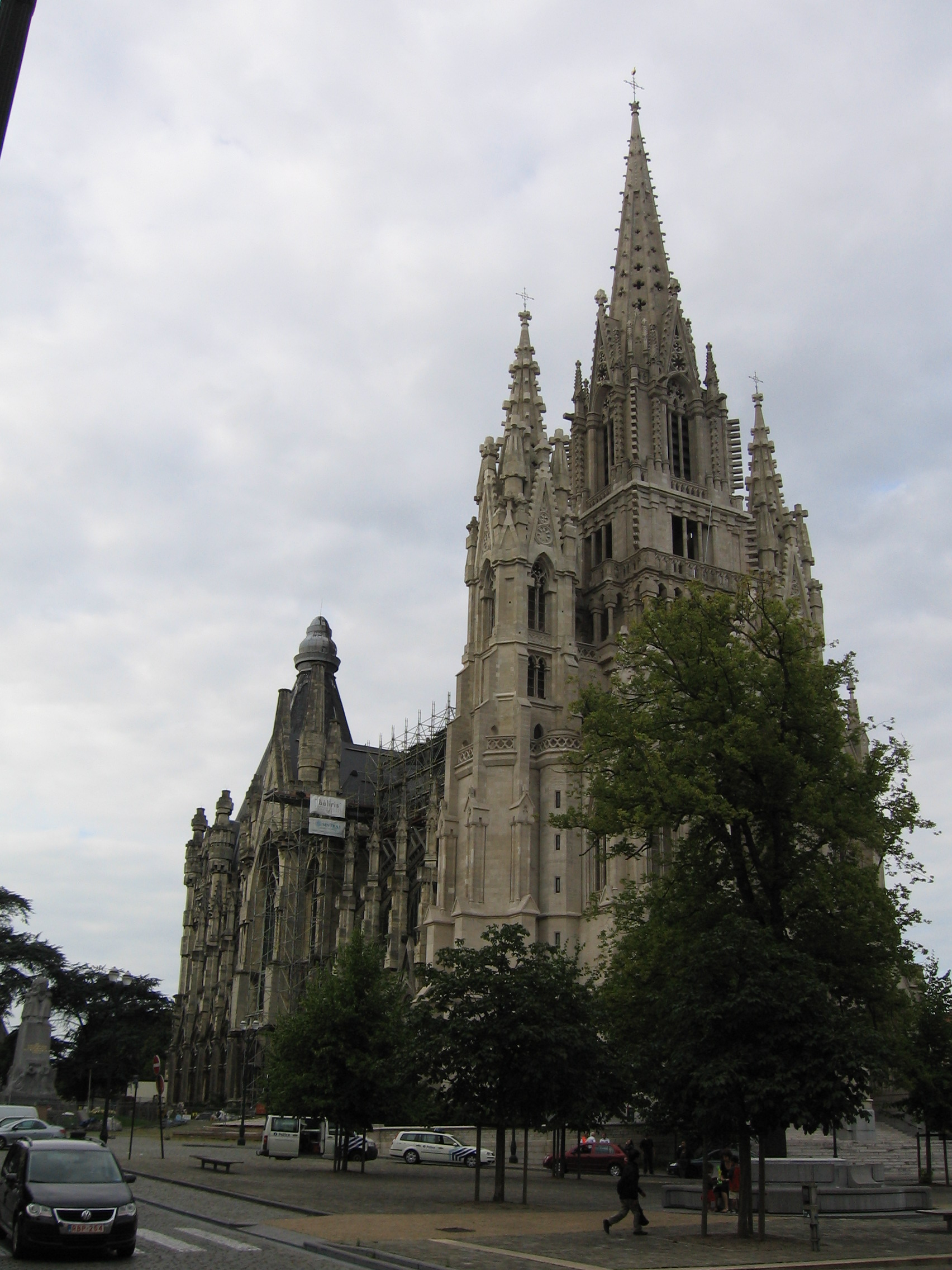
ベルギー王室の菩提寺であるノートルダム・ド・ラーケン教会
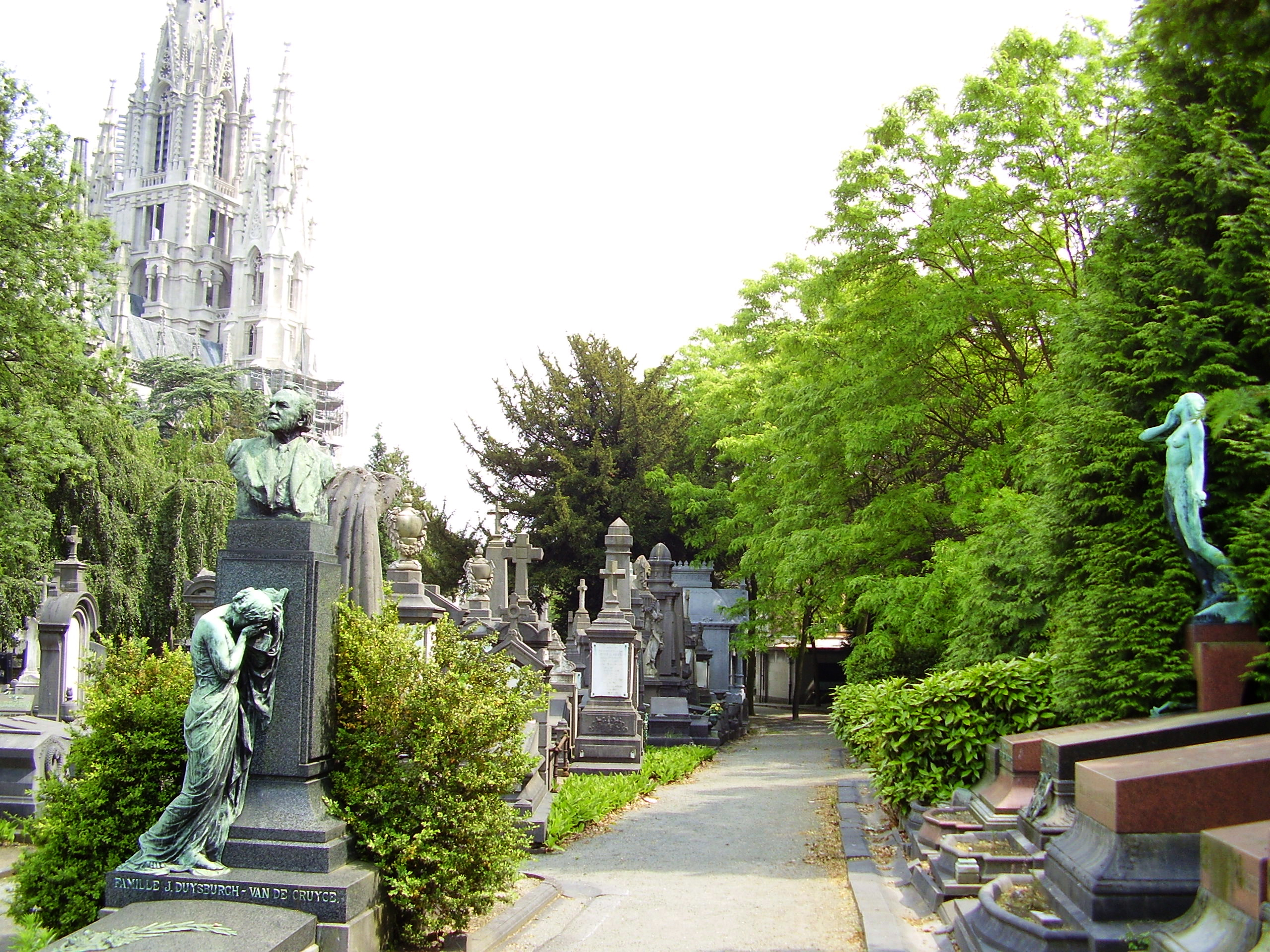
教会に隣接するラーケン墓地
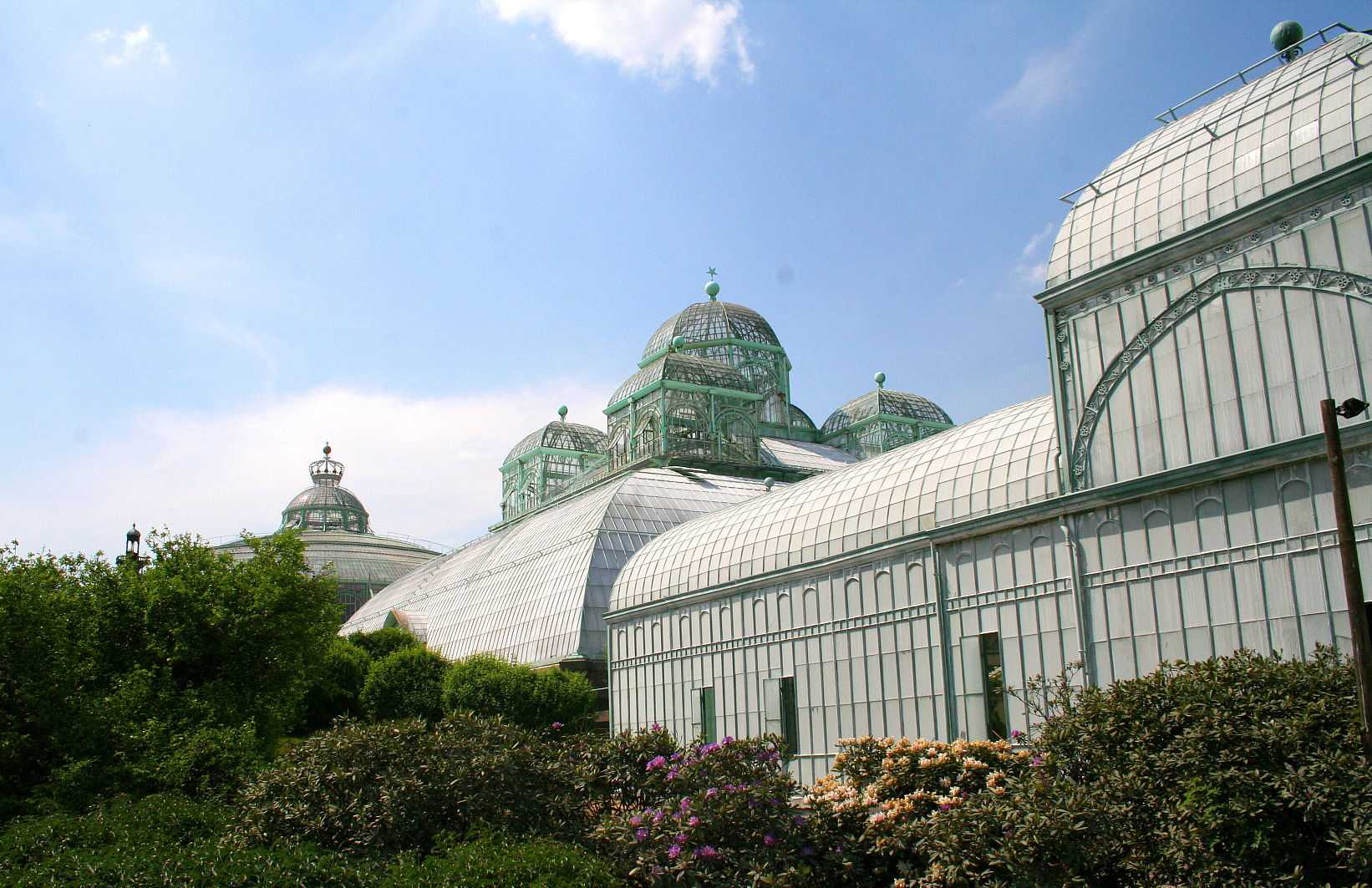
王立ラーケン温室